# Legio I Macriana liberatrix
Legio prima Macriana liberatrix ou Legio I Macriana liberatrix ("Primeira legião libertadora de Mácer") foi uma legião mobilizada na província romana da África pelo governador Clódio Mácer em 68 às vésperas do ano dos quatro imperadores. O objetivo da legião era juntar forças com a III Augusta na rebelião de Galba (governador da Hispânia Tarraconense) contra o imperador romano Nero. Este eventualmente acabou se suicidando e foi substituído por Galba, mas o novo imperador nunca confiou em Mácer, por temer uma outra rebelião, desta vez contra si mesmo. Mácer foi assassinado em 69 e a I Macriana liberatrix, desmobilizada. O emblema da legião é desconhecido.